# Malwinów
Malwinów – część wsi Pogorzelec w Polsce, położona w województwie mazowieckim, w powiecie węgrowskim, w gminie Łochów.
Rozpościera się w rejonie ulicy Malwinowskiej, na południowy wschód od Pogorzelca.
W latach 1975–1998 miejscowość administracyjnie należała do województwa siedleckiego.